# Juan Luis Maurás
Juan Luis Maurás Novella (Santiago, 18 de junio de 1922-Antofagasta, 22 de noviembre de 2017) fue un abogado y político chileno. Se desempeñó por varios años como diputado y senador, presidiendo ambas cámaras.

## Familia y estudios
Nació en Santiago, siendo hijo de Julio Guillermo Maurás y Judith Novella Montagner. 
Estudió en el Instituto Nacional e ingresó a la Escuela de Derecho de la Universidad de Chile.

## Carrera política

### Inicios
En sus años como estudiante entró a la Juventud Radical y trabajó en la campaña presidencial de Pedro Aguirre Cerda. Tras esto ingresó a la Caja de Crédito Hipotecario y fue secretario personal Juan Antonio Ríos, quien también resultaría elegido Presidente de la República. También se desempeñó como colaborador del ministro del Interior Raúl Morales Beltramí. 
Fue presidente de la delegación chilena en el Congreso Mundial de Juventudes, celebrado en Londres en 1946. El año siguiente, fue como delegado al Congreso Mundial de Estudiantes, celebrado en Praga.

### Diputado
En 1946 se unió al Partido Radical Democrático, perteneciente al ala anticomunista del partido y opuesto a la elección de Gabriel González Videla como Presidente de la República.
En 1949 resultó elegido diputado por la Vigesimosegunda Agrupación Departamental de Valdivia, La Unión y  Río Bueno. Integró la Comisión Permanente de Hacienda e integró la Comisión Permanente de Relaciones Exteriores. Finaliza su período parlamentario en 1953.
Según su propio relato, en 1952 fue testigo del duelo a pistola que enfrentó al senador radical Raúl Rettig con el socialista Salvador Allende.
Regresa al Congreso en 1956, tras vencer en la elección complementaria realizada el 1 de abril por los departamentos de Arica, Pisagua e Iquique, reemplazado al fallecido diputado José Zárate Andreu. En 1958 resultó elegido por la misma zona y al año siguiente ocupó la presidencia de la Cámara de Diputados. Como miembro se la Comisión de Relaciones Exteriores, se reunió con varias personalidades a nivel internacional como el presidente estadounidense John Kennedy y el líder cubano Fidel Castro.

### Senador
En 1961 fue elegido senador por las provincias de Tarapacá y Antofagasta. Fue designado por el presidente Jorge Alessandri Rodríguez como Embajador Extraordinario de Chile en las Organización de las Naciones Unidas. 
Durante el gobierno de Eduardo Frei Montalva, y en medio de una grave situación política, actuó como intermediario para la posible integración del Partido Radical a la administración demócratacristiana, cuestión que finalmente fue objetada por la directiva de la colectividad. En 1966, y gracias a votos del partido oficialista, Maurás asumió como Presidente del Senado. Esto fue visto como un acto de desobediencia por los radicales, quienes terminaron expusándolo.
Integró la bancada independiente y pudo acercarse sin problemas a la derecha a través del Partido Nacional, que lo llevaría como candidato para la reelección en 1969, donde finalmente perdió su escaño parlamentario.

### Rol en la dictadura y en la transición a la democracia
Aunque mantuvo distancia con el gobierno de la Unidad Popular, fue opositor a la dictadura militar que se impuso tras el golpe de Estado del 11 de septiembre de 1973 y derrocó a Salvador Allende. Se reintegró al Partido Radical en plena lucha por la recuperación de la democracia. Trabajó por la opción «No» en el plebiscito nacional de 1988 que puso término al régimen de Augusto Pinochet.
En 1989 fue candidato a diputado independiente por el Distrito N.º 3 de Calama, María Elena, Ollagüe, San Pedro de Atacama y Tocopilla, donde no resultó elegido. En los comicios siguientes, y con el apoyo del radicalismo y la Concertación, se presentó por la misma zona pero fue vencido su compañera de lista Fanny Pollarolo y Carlos Cantero de Renovación Nacional.
Tras su retiro de la política, y por razones de salud, vivió en la ciudad de Antofagasta, aunque por años permaneció radicado en las alturas de Calama. Falleció en Antofagasta el 22 de noviembre de 2017 a las 12:40 horas, debido a problemas cardíacos.

## Historia electoral

### Elecciones parlamentarias de 1969
- Elecciones parlamentarias de 1969, para la 1ª Agrupación Provincial, Tarapacá y Antofagasta.[5]

| Candidato                    | Partido | Votos  | %     | Resultado |
| ---------------------------- | ------- | ------ | ----- | --------- |
| Victor Contreras Tapia       | PCCh    | 18 229 | 14,05 | Senador   |
| Luis Valente Rossi           | PCCh    | 25 620 | 19,75 | Senador   |
| Eduardo Long Alessandri      | PS      | 1732   | 1,34  |           |
| Alejandro Soria Varas        | PS      | 2230   | 1,72  |           |
| Pedro Véliz Araya            | PS      | 321    | 0,25  |           |
| Arnoldo Wunkhaus Ried        | PS      | 579    | 0,45  |           |
| Jonás Gómez Gallo            | PR      | 10 684 | 8,24  |           |
| Hugo Calderón Campusano      | PR      | 2575   | 1,99  |           |
| Esteban Tomic Romero         | PR      | 186    | 0,14  |           |
| Bosco Parra Alderete         | PDC     | 5715   | 4,41  |           |
| Pedro Muga González          | PDC     | 3177   | 2,45  |           |
| Osvaldo Olguín Zapata        | PDC     | 7585   | 5,85  | Senador   |
| Santiago Gajardo Peillard    | PDC     | 5846   | 4,51  |           |
| Juan de Dios Carmona Peralta | PDC     | 16 856 | 13    | Senador   |
| Juan Luis Maurás Novella     | PN      | 7021   | 5,41  |           |
| Manuel Feliú Justiniano      | PN      | 3044   | 2,35  |           |
| Ramón Silva Ulloa            | USOPO   | 13 880 | 10,70 | Senador   |

### Elecciones parlamentarias de 1989
- Elecciones parlamentarias de 1989, para Distrito 3, Calama, María Elena, Ollagüe, San Pedro de Atacama y Tocopilla[6]

| Candidato                   | Pacto                      | Partido | Votos  | %     | Resultado |
| --------------------------- | -------------------------- | ------- | ------ | ----- | --------- |
| Nicanor de la Cruz Araya    | Concertación               | ILA     | 24 803 | 29,16 | Diputado  |
| Luis Sepúlveda Gutiérrez    | Concertación               | PDC     | 21 823 | 25,65 |           |
| Carlos Cantero Ojeda        | Democracia y Progreso      | RN      | 13 901 | 16,34 | Diputado  |
| Luis Pacasse Angulo         | Democracia y Progreso      | RN      | 10 509 | 12,35 |           |
| Juan Luis Maurás Novella    | Independientes             | IND     | 7572   | 8,90  |           |
| Adrianus Franciscus Stupers | Liberal-Socialista Chileno | ILE     | 5359   | 6,30  |           |
| Juan Latrille Quiroga       | Alianza de Centro          | AN      | 1103   | 1,30  |           |

### Elecciones parlamentarias de 1993
- Elecciones parlamentarias de 1993, para Distrito 3, Calama, María Elena, Ollagüe, San Pedro de Atacama y Tocopilla[7]

| Candidato                  | Pacto                                | Partido | Votos  | %     | Resultado |
| -------------------------- | ------------------------------------ | ------- | ------ | ----- | --------- |
| Victor Ravello Vidal       | Alternativa Democrática de Izquierda | PCCh    | 2297   | 2,86  |           |
| Carlos Clift Tapia         | Alternativa Democrática de Izquierda | ILA     | 2230   | 2,77  |           |
| Nalto Espinoza Hurtado     | Unión por el Progreso de Chile       | UDI     | 9730   | 12,10 |           |
| Carlos Cantero Ojeda       | Unión por el Progreso de Chile       | RN      | 17 931 | 22,30 | Diputado  |
| Oscar Antonio Onell Lucero | La Nueva Izquierda                   | AHV     | 910    | 1,13  |           |
| Fanny Pollarolo Villa      | Concertación por la Democracia       | ILD     | 34 426 | 42,82 | Diputada  |
| Juan Luis Maurás Novella   | Concertación por la Democracia       | PR      | 12 874 | 16,01 |           |